# Ptaszków
Ptaszków (przed 1945 niem. Vogelsdorf) – wieś w Polsce, położona w województwie dolnośląskim, w powiecie kamiennogórskim, w gminie Kamienna Góra przy  drodze krajowej nr 5.
W latach 1975–1998 miejscowość administracyjnie należała do województwa jeleniogórskiego.

## Galeria zdjęć

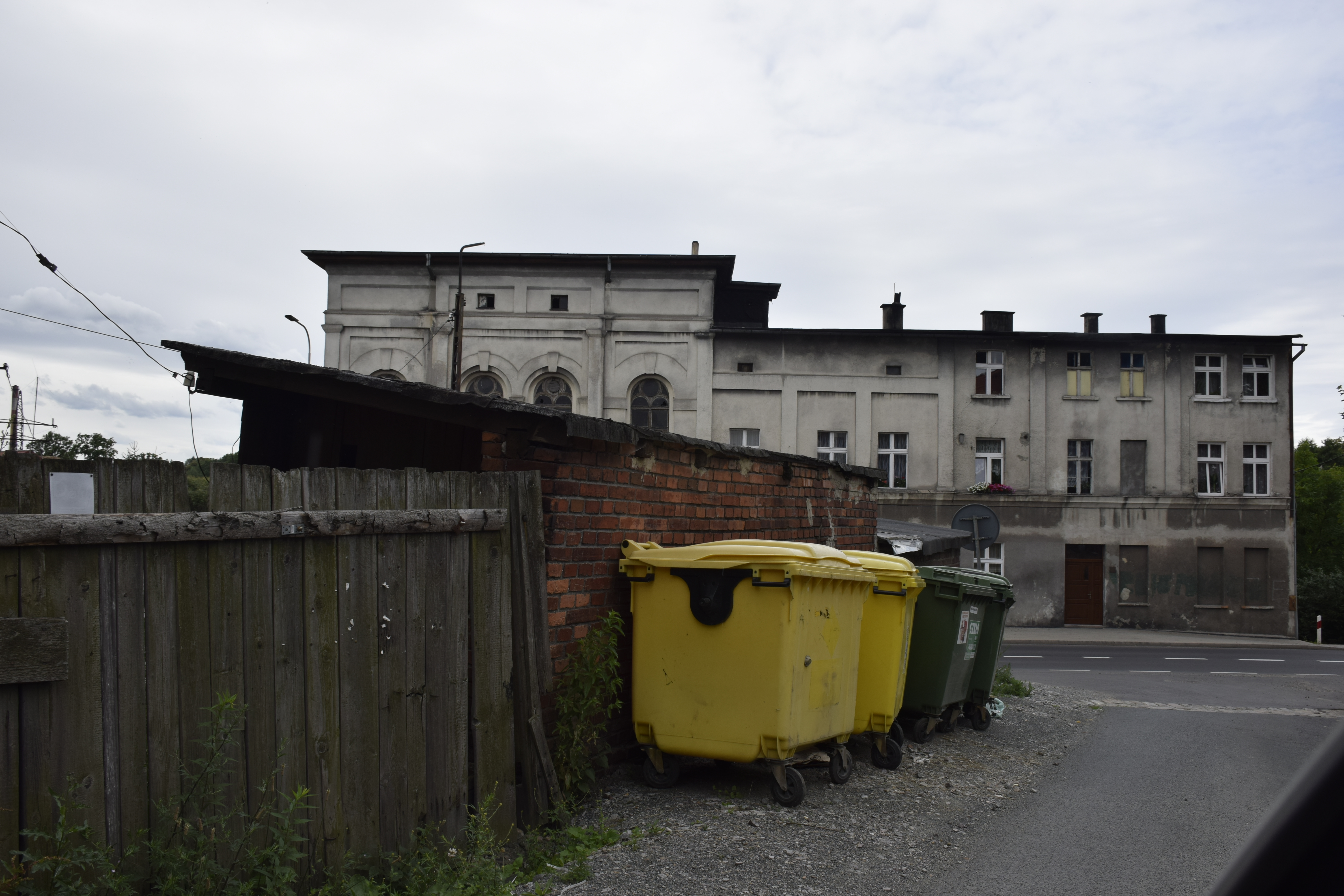
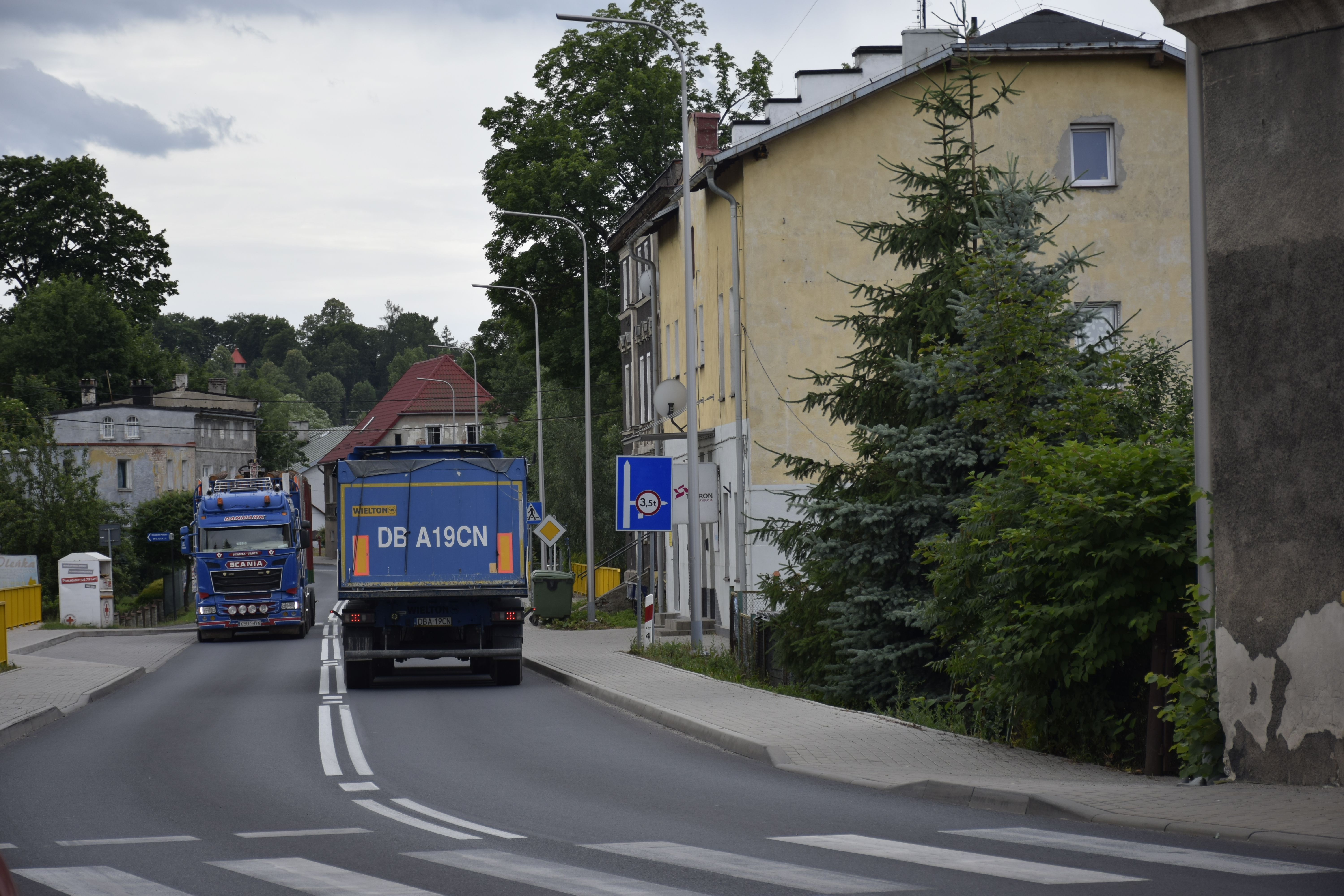
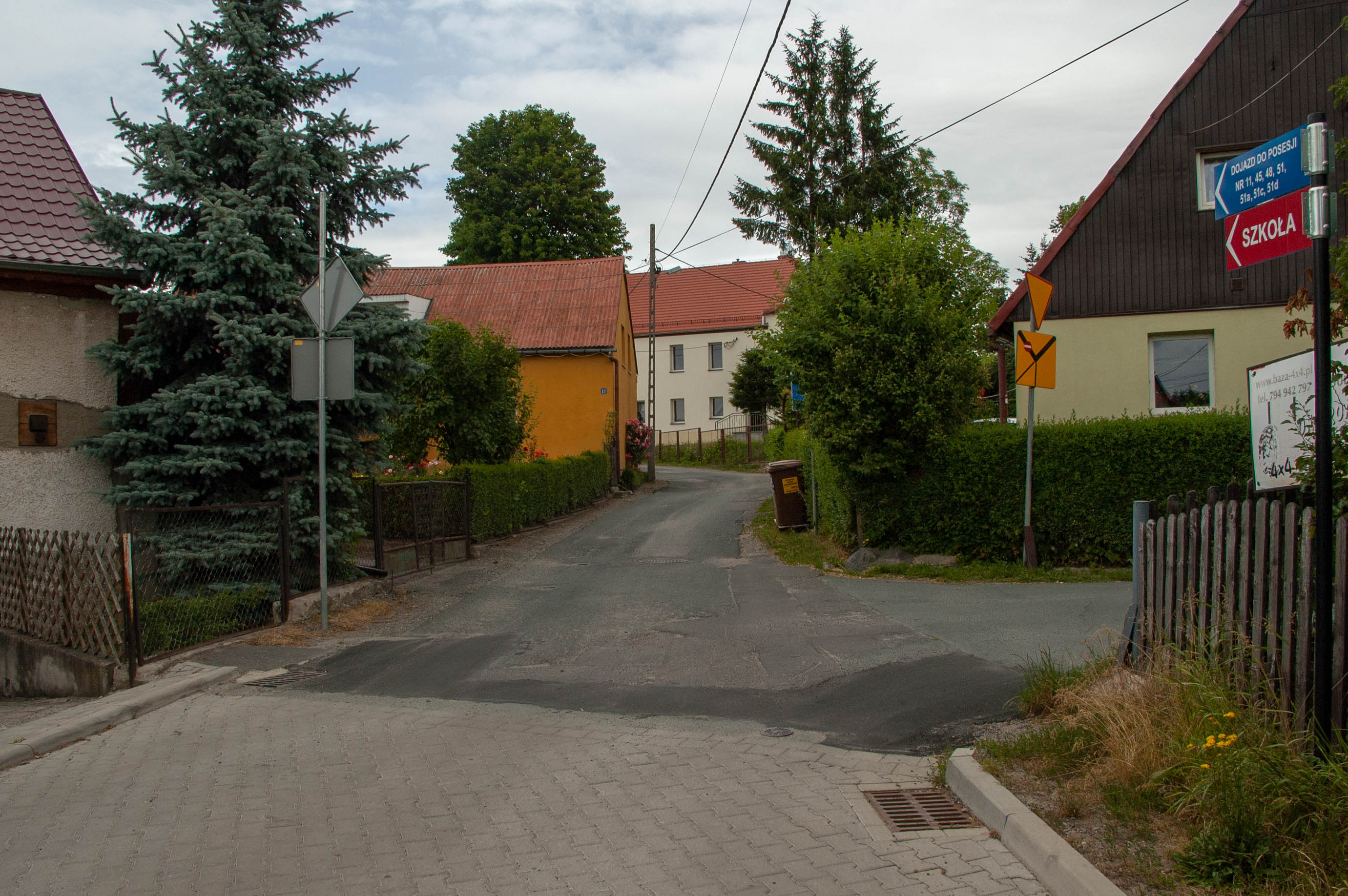
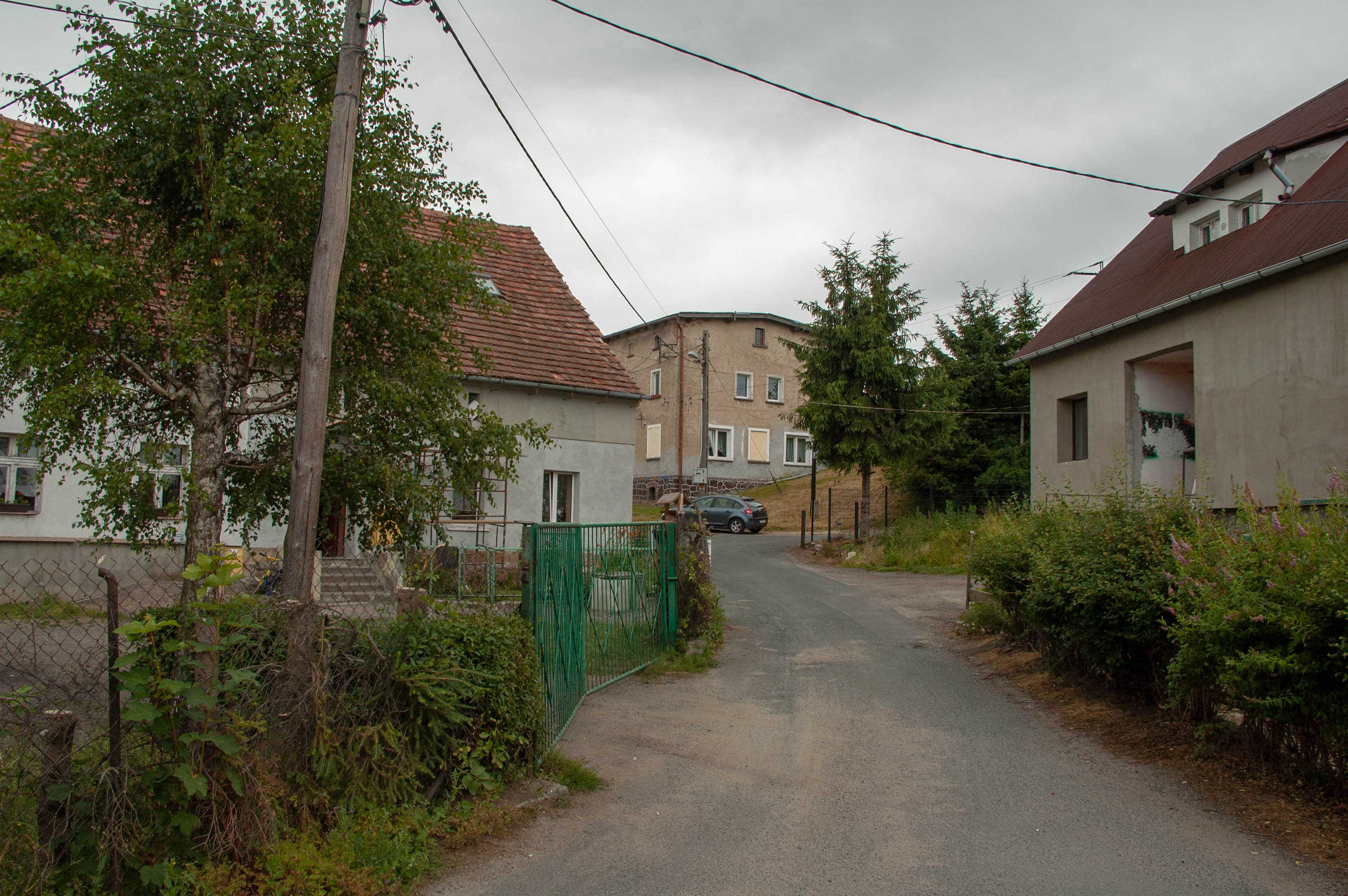